# وسائل تحديد النسل المركبة القابلة للحقن
وسائل تحديد النسل المركبة القابلة للحقن أحد أشكال وسائل تحديد النسل الهرمونية عند النساء. وهي حقن شهرية مكوّنة من مستحضرات مركبة تحتوي على الإستروجين والبروجستين وتستخدم لمنع الحمل.
تختلف وسائل تحديد النسل المركبة القابلة للحقن عن وسائل تحديد النسل القابلة للحقن البروجستوجينية فقط، مثل ميدروكسي بروجستيرون أسيتات المدخرية (الأسماء التجارية ديبو-بروفيرا، ديبو-سبكيو بروفيرا 104) ونوريثيستيرون إينانثات (الاسم التجاري نوريستيرات)، والتي لا تُشارك مع الإستروجين وتُعطى مرة كل شهرين إلى ثلاثة أشهر عوضًا عن مرة واحدة في الشهر.
تعمل وسائل تحديد النسل الهرمونية في المقام الأول عن طريق منع الإباضة، ولكنها قد تزيد أيضًا من سماكة مخاط عنق الرحم ما يمنع دخول الحيوانات المنوية. لوسائل تحديد النسل الهرمونية تأثيرات على بطانة الرحم أيضًا، والتي يمكن أن تؤثر نظريًا على الانغراس.

## الاستخدامات الطبية
تُعطى وسائل تحديد النسل المركبة القابلة للحقن عن طريق الحقن العضلي في العضلة الدالية أو الأليوية الكبرى أو الوجه الأمامي للفخذ. تُعطى في الحالة المثالية كل 28 إلى 30 يومًا، على الرغم من إثبات فعاليتها حتى 33 يومًا.
يُقال إن بعض وسائل تحديد النسل المركبة القابلة للحقن تُستخدم من قبل النساء العابرات جنسيًا بهدف التأنيث بالعلاج الهرموني أيضًا.

### الأشكال المتاحة
تتوفر مجموعة متنوعة من وسائل تحديد النسل المركبة القابلة للحقن، التي تحتوي عمومًا على إستر الإستراديول الطبيعي قصير التأثير وإستر البروجستين طويل التأثير، المتاحان للاستخدام السريري. تشمل الإستروجينات المُستخدمة إستراديول فاليرات وإستراديول سيبيونات وإستراديول إينانثات وإستراديول بنزوات بوتيرات والإستراديول، في حين تشمل البروجستينات المُستخدمة نوريثيستيرون إينانثات وميدروكسي بروجستيرون أسيتات وألجيستون أسيتوفينيد (ثنائي هيدروكسي بروجستيرون أسيتوفينيد) وهيدروكسي بروجستيرون كابرويت وميجيستيرول أسيتات. لإستراديول بنزوات مدة قصيرة جدًا بالنسبة لوسائل تحديد النسل المركبة القابلة للحقن لمرة واحدة شهريًا، بالتالي لا يُستخدم لهذا الغرض. بالمقابل، لإستراديول إينانثات مدة طويلة جدًا بالنسبة لوسائل تحديد النسل المركبة القابلة للحقن لمرة واحدة شهريًا، ولكنه يُستخدم شهريًا رغم ذلك.

## الآثار جانبية
الآثار الجانبية لوسائل تحديد النسل المركبة القابلة للحقن، باستثناء التغيرات الطمثية، ضئيلة. أبرز الآثار الجانبية لوسائل تحديد النسل المركبة القابلة للحقن الطمث غير المنتظم خلال أول 3 إلى 6 أشهر من الاستخدام. أُبلغ عن عسر الطمث لدى 30 إلى 65% من النساء. تشمل الآثار الجانبية الأخرى مضض/ألم الثدي والصداع وتغيرات الرغبة الجنسية. يمكن أن يحدث القليل من احتباس السوائل، ولكن زيادة الوزن تكون بسيطة. أُبلغ أيضًا عن التحسس في موقع الحقن لدى 15 إلى 35% من النساء.
تأثيرات وسائل تحديد النسل المركبة القابلة للحقن على تجلط الدم وانحلال الفبرين ضئيلة ولا يُعتقد أنها مهمة سريريًا. بالمقابل، فإن لحبوب تحديد النسل المركبة الفموية الحاوية على إيثينيل إيستراديول تأثيرات كبيرة على تجلط الدم وانحلال الفبرين. يمكن أن تُعزى الاختلافات إلى غياب تأثير المرور الأولي الذي يحدث بالإعطاء الفموي بالإضافة إلى الاختلافات البنيوية الكيميائية والدوائية بين الإستراديول وإيثينيل إيستراديول.

## الدوائيات
تحتوي وسائل تحديد النسل المركبة القابلة للحقن على الإستروجين والبروجستين. الإستروجين المستخدم عمومًا هو إستر إيستراديول قصير التأثير، والذي يشكل عقارًا أوليًا للإستراديول. إسترات الإستراديول إستروجينات طبيعية ومتوافقة حيويًا، ويُعتقد أن تأثيراتها على أيض الليبيدات وصحة جهاز الدوران والإرقاء أفضل من تأثيرات الإستروجينات الاصطناعية مثل إيثينيل إيستراديول. البروجستين هو إستر بروجستوجين طويل التأثير، والذي قد يعمل بصفة عقار أولي أو لا يعمل كذلك. مشتقات البروجستيرون بما في ذلك ميدروكسي بروجستيرون أسيتات وألجيستون أسيتوفينيد (ثنائي هيدروكسي بروجستيرون أسيتوفينيد) وهيدروكسي بروجستيرون كابرويت وميجيستيرول أسيتات، نشطة بحد ذاتها وليست عقارات أولية، في حين أن مشتق التستوستيرون نوريثيستيرون إينانثات هو عقار أولي لنوريثيستيرون. بصرف النظر عما إذا كانت أدوية أولية أم لا، تشكل إسترات الستيرويد أدوية مدخرية ولها مدة تأثير طويلة بسبب التأثير المدخري عند إعطائها عن طريق الحقن العضلي أو الحقن تحت الجلد.